# Zauropterygi
Zauropterygi, płetwojaszczury (Sauropterygia) – nadrząd wymarłych gadów morskich, do których zaliczamy: plezjozaury, notozaury i być może plakodonty (klasyfikacja jest niepewna). Przedstawiciele grupy Sauropterygia mieli opływowe ciała, cztery kończyny przekształcone w odnóża pływne. Były dobrze przystosowane do życia w wodzie. Żyły podczas ery mezozoicznej.
Rzędy
- Plakodonty (Placodontia)
- Notozaury (Nothosauroidea)
- Plezjozaury (Plesiosauria)